# Lista odcinków serialu Tuż przed tragedią
Lista odcinków dokumentalnego serialu telewizyjnego znanego w Polsce pod tytułem Tuż przed tragedią, emitowanego na antenie telewizji National Geographic Channel. Do tej pory wyprodukowano 67 odcinków w sześciu seriach.

## Sezon 1
| Nr | Tytuł (Tytuł oryginalny)                                  | Katastrofa                                  | Rodzaj katastrofy                      | Data katastrofy   |  |
| --- | --------------------------------------------------------- | ------------------------------------------- | -------------------------------------- | ----------------- |  |
| 1 | Concorde (Crash of the Concorde)                          | Katastrofa lotu Air France 4590             | Katastrofa samolotu                    | 25 lipca 2000     |  |
| Concorde to pierwszy naddźwiękowy samolot pasażerski. Do jedynej jego katastrofy doszło podczas startu z lotniska im. Charles’a de Gaulle’a w Paryżu. W wyniku pęknięcia opony, która uszkodziła lewe skrzydło samolotu, wybucha pożar skrzydła. Piloci bezskutecznie próbują opanować samolot, który uderza w budynek hotelu w miejscowości Gonesse niedaleko Paryża. Ginie wszystkich 109 pasażerów na pokładzie i 4 gości hotelowych, łącznie 113 osób. Kilka tygodni po tej katastrofie wycofano wszystkie samoloty Concorde ze służby. |                                                           |                                             |                                        |                   |  |
| 2 | Pożar w tunelu (Tunnel Inferno)                           | Pożar w tunelu Mont Blanc                   | Pożar tunelu                           | 24 marca 1999     |  |
| Samochód ciężarowy wiozący margarynę zapala się w niejasnych okolicznościach w tunelu Mont Blanc, łączącym Francję i Włochy. W wyniku słabych zabezpieczeń przeciwpożarowych oraz braku komunikacji między francuskimi i włoskimi operatorami tunelu, mały pożar szybko osiąga ogromne rozmiary. Ginie 39 osób. Śledztwo ujawnia, że przyczyną katastrofy mógł być niedopałek papierosa, który dostał się do silnika ciężarówki. |                                                           |                                             |                                        |                   |  |
| 3 | Bomba w Oklahoma City (The Bomb in Oklahoma City)         | Zamach terrorystyczny w Oklahoma City       | Zamach terrorystyczny                  | 19 kwietnia 1995  |  |
| W zemście skierowanej przeciw amerykańskiemu rządowi Timothy McVeigh parkuje ciężarówkę z bombą przed budynkiem federalnym im. Alfreda P. Murraha w Oklahoma City. Minutę później bomba eksploduje, niszcząc sporą część budynku i zabijając 168 osób. Przyczyną tak ogromnych zniszczeń była wada konstrukcyjna budowli. |                                                           |                                             |                                        |                   |  |
| 4 | Scandinavian Star (Fire on the Star)                      | Pożar M/S Scandinavian Star                 | Pożar promu wycieczkowego              | 7 kwietnia 1990   |  |
| Na pokładzie nr 3 promu M/S Scandinavian Star wybucha pożar. W wyniku słabych zabezpieczeń przeciwpożarowych oraz niewłaściwego przeszkolenia załogi, której większość członków nie znała ponadto angielskiego, ani nie operowała jednym wspólnym językiem, ginie 158 osób na pokładzie. Śledztwo ujawnia, że przyczyną katastrofy mogło być celowe podpalenie. |                                                           |                                             |                                        |                   |  |
| 5 | Katastrofa kolejowa w Eschede (Derailment at Eschede)     | Katastrofa kolejowa w Eschede               | Wykolejenie pociągu dużych prędkości   | 3 czerwca 1998    |  |
| Pociąg InterCity Express (ICE) nr 884 wykoleja się w miejscowości Eschede w Niemczech, po czym uderza w wiadukt, który zawala się na niego. Ginie 101 osób, a 88 zostaje rannych. Przyczyną wypadku było pęknięcie jednego z kół pociągu, które uległo uszkodzeniu z powodu niewystarczającej konserwacji. |                                                           |                                             |                                        |                   |  |
| 6 | Wrak Sunset Limited (Wreck of the Sunset Limited)         | Katastrofa kolejowa na Big Bayou Canot      | Katastrofa pociągu                     | 22 września 1993  |  |
| |                                                           |                                             |                                        |                   |  |
| 7 | Wybuch w Czarnobylu (Meltdown in Chernobyl)               | Katastrofa elektrowni jądrowej w Czarnobylu | Eksplozja reaktora jądrowego           | 26 kwietnia 1986  |  |
| |                                                           |                                             |                                        |                   |  |
| 8 | Piekło w Guadalajarze (Inferno in Guadalajara)            | Eksplozje w Guadalajarze                    | Eksplozje w kanałach miejskich         | 22 kwietnia 1992  |  |
| |                                                           |                                             |                                        |                   |  |
| 9 | Pożar na stoku (Fire on the Ski Slope)                    | Kaprun disaster                             | Pożar kolejki linowo-szynowej w tunelu | 11 listopada 2000 |  |
| |                                                           |                                             |                                        |                   |  |
| 10 | Eksplozja na Morzu Północnym (Explosion in the North Sea) | Pożar platformy wiertniczej Piper Alpha     | Zniszczenie platformy wiertniczej      | 6 lipca 1988      |  |
| |                                                           |                                             |                                        |                   |  |
| 11 | Powódź koło zapory Stava (Flood at Stava Dam)             | Val di Stava dam collapse                   | Lawina błotna                          | 19 lipca 1985     |  |
| |                                                           |                                             |                                        |                   |  |
| 12 | Kolizja na pasie startowym (Collision on the Runway)      | Katastrofa lotnicza na Teneryfie            | Zderzenie 2 samolotów na ziemi         | 27 marca 1977     |  |
| |                                                           |                                             |                                        |                   |  |
| 13 | Pentagon 11 września (Pentagon 9/11)                      | Katastrofa lotu American Airlines 77        | Zamach terrorystyczny                  | 11 września 2001  |  |
| |                                                           |                                             |                                        |                   |  |

## Sezon 2
| Nr | Tytuł (Tytuł oryginalny)                                      | Katastrofa                               | Rodzaj katastrofy            | Data katastrofy      |  |
| -- | ------------------------------------------------------------- | ---------------------------------------- | ---------------------------- | -------------------- |  |
| 1  | Prom kosmiczny Columbia (Columbia’s Last Flight)              | Katastrofa promu Columbia                | Katastrofa promu kosmicznego | 1 lutego 2003        |  |
|    |                                                               |                                          |                              |                      |  |
| 2  | Alpejskie tsunami (Alpine Tsunami)                            | Lawina w Galtür (1999)                   | Lawina śnieżna               | 23 lutego 1999       |  |
|    |                                                               |                                          |                              |                      |  |
| 3  | Katastrofa na autostradzie (Motorway Plane Crash)             | Katastrofa lotu British Midland 92       | Katastrofa samolotu          | 8 stycznia 1989      |  |
|    |                                                               |                                          |                              |                      |  |
| 4  | Wybuch Wulkanu Świętej Heleny (Mount St Helens Eruption)      | Erupcja Mount St. Helens (1980)          | Boczna erupcja wulkanu       | 18 maja 1980         |  |
|    |                                                               |                                          |                              |                      |  |
| 5  | Katastrofa promu z Zeebrugge (Zeebrugge Ferry Disaster)       | Katastrofa MF Herald of Free Enterprise  | Przewrócenie się promu       | 6 marca 1987         |  |
|    |                                                               |                                          |                              |                      |  |
| 6  | Trzesienie ziemi w Kobe (Kobe Earthquake)                     | Trzęsienie ziemi w Kobe (1995)           | Trzęsienie ziemi             | 17 stycznia 1995     |  |
|    |                                                               |                                          |                              |                      |  |
| 7  | Awaryjne ladowanie w Sioux City (Crash Landing at Sioux City) | Katastrofa lotu United Airlines 232      | Awaryjne lądowanie samolotu  | 19 lipca 1989        |  |
|    |                                                               |                                          |                              |                      |  |
| 8  | Zamach bombowy na Bali (The Bali Bombing)                     | Zamach na Bali (2002)                    | Zamach terrorystyczny        | 12 października 2002 |  |
|    |                                                               |                                          |                              |                      |  |
| 9  | Hotel w Gruzach (Hotel Collapse Singapore)                    | Zawalenie się Hotelu New World           | Zawalenie się budynku        | 15 marca 1986        |  |
|    |                                                               |                                          |                              |                      |  |
| 10 | Lot TWA 800 (TWA Flight 800)                                  | Katastrofa lotu Trans World Airlines 800 | Katastrofa samolotu          | 17 lipca 1996        |  |
|    |                                                               |                                          |                              |                      |  |
| 11 | Katastrofa kolejowa w Paryżu (Paris Train Crash)              | Katastrofa kolejowa w Paryżu             | Zderzenie dwóch pociągów     | 27 czerwca 1988      |  |
|    |                                                               |                                          |                              |                      |  |
| 12 | Sterowiec Hindenburg (The Hindenburg)                         | Katastrofa Hindenburga                   | Spłonięcie sterowca          | 3 maja 1937          |  |
|    |                                                               |                                          |                              |                      |  |
| 13 | Wybuch gazu w Puerto Rico (Explosion In Puerto Rico)          | Eksplozja w San Juan                     | Eksplozja gazu w budynku     | 21 listopada 1996    |  |
|    |                                                               |                                          |                              |                      |  |

## Sezon 3
| Nr | Tytuł (Tytuł oryginalny)                                                   | Katastrofa                                                    | Rodzaj katastrofy                                      | Data katastrofy                 |  |
| -- | -------------------------------------------------------------------------- | ------------------------------------------------------------- | ------------------------------------------------------ | ------------------------------- |  |
| 1  | Zawalenie się pasażu (Skywalk Collapse)                                    | Zawalenie się pasażu Hyatt Regency                            | Katastrofa budowlana                                   | 17 lipca 1981                   |  |
|    |                                                                            |                                                               |                                                        |                                 |  |
| 2  | Katastrofa lotnicza w Amsterdamie (Amsterdam Air Crash)                    | Katastrofa lotu El Al 1862                                    | Uderzenie samolotu w blok mieszkalny                   | 4 października 1992             |  |
|    |                                                                            |                                                               |                                                        |                                 |  |
| 3  | Kursk – rosyjska podwodna atomowa pułapka (Russia’s Nuclear Sub Nightmare) | Zatonięcie okrętu Kursk                                       | Eksplozja torpedy na pokładzie okrętu podwodnego       | 12 sierpnia 2000                |  |
|    |                                                                            |                                                               |                                                        |                                 |  |
| 4  | Pożar na stacji metra Kings Cross (King’s Cross Fire)                      | Pożar na stacji metra Kings Cross w Londynie                  | Pożar na stacji metra                                  | 18 listopada 1987               |  |
|    |                                                                            |                                                               |                                                        |                                 |  |
| 5  | Zamach bombowy na ambasadę USA (US Embassy Bombings)                       | Zamach terrorystyczny na ambasadę Stanów Zjednoczonych (1998) | Zamach terrorystyczny                                  | 7 sierpnia 1998                 |  |
|    |                                                                            |                                                               |                                                        |                                 |  |
| 6  | Katastrofa na Florydzie (Florida Swamp Air Crash)                          | Katastrofa lotu ValuJet 592                                   | Pożar samolotu                                         | 11 maja 1996                    |  |
|    |                                                                            |                                                               |                                                        |                                 |  |
| 7  | Titanic                                                                    | Zatonięcie RMS Titanic                                        | Zderzenie statku z górą lodową                         | 14-15 kwietnia 1912             |  |
|    |                                                                            |                                                               |                                                        |                                 |  |
| 8  | Eksplozja na pokladzie lotniskowca (Aircraft Carrier Explosion)            | Pożar na pokładzie USS Forrestal                              | Przypadkowe odpalenie rakiety na pokładzie lotniskowca | 29 lipca 1967                   |  |
|    |                                                                            |                                                               |                                                        |                                 |  |
| 9  | Katastrofa w Nowym Jorku (Plane Crash in Queens)                           | Katastrofa lotu American Airlines 587                         | Katastrofa samolotu                                    | 12 listopada 2001               |  |
|    |                                                                            |                                                               |                                                        |                                 |  |
| 10 | Masakra na olimpiadzie (Munich Olympic Massacre)                           | Masakra na olimpiadzie w Monachium                            | Nieudana próba odbicia porwanych sportowców            | 5-6 września 1972               |  |
|    |                                                                            |                                                               |                                                        |                                 |  |
| 11 | Tragedia w domu towarowym (Superstore Collapse)                            | Zawalenie się domu towarowego Sampoong                        | Katastrofa budowlana                                   | 29 czerwca 1995                 |  |
|    |                                                                            |                                                               |                                                        |                                 |  |
| 12 | Katastrofa lotnicza w Waszyngtonie (Plane Crash in the Potomac)            | Katastrofa lotu Air Florida 90                                | Utonięcie samolotu w rzece                             | 13 stycznia 1982                |  |
|    |                                                                            |                                                               |                                                        |                                 |  |
| 13 | Tsunami w Azji (Asian Tsunami)                                             | Trzęsienie ziemi na Oceanie Indyjskim (2004)                  |                                                        | 26 grudnia 2004                 |  |
|    |                                                                            |                                                               |                                                        |                                 |  |
| 14 | Katastrofa Komety (Comet Air Crash)                                        | Katastrofa lotu BOAC 781                                      | Katastrofa samolotu                                    | 10 stycznia 1954                |  |
|    |                                                                            |                                                               |                                                        |                                 |  |
| 15 | Lot 191 do Chicago (Chicago Air Crash)                                     | Katastrofa lotu American Airlines 191                         | Katastrofa samolotu                                    | 25 maja 1979                    |  |
|    |                                                                            |                                                               |                                                        |                                 |  |
| 16 | Katastrofa w rafinerii w Teksasie (Texas Oil Explosion)                    | Katastrofa w rafinerii w Texas City                           | Eksplozja i pożar w rafinerii                          | 23 marca 2005                   |  |
|    |                                                                            |                                                               |                                                        |                                 |  |
| 17 | Wybuch tornada (Tornado Outbreak)                                          |                                                               | Seria tornad w Stanach Zjednoczonych                   | 3-4 kwietnia 1974               |  |
|    |                                                                            |                                                               |                                                        |                                 |  |
| 18 | Prom kosmiczny Challenger (Space Shuttle Explosion)                        | Katastrofa promu Challenger                                   | Katastrofa promu kosmicznego                           | 28 stycznia 1986                |  |
|    |                                                                            |                                                               |                                                        |                                 |  |
| 19 | Montserrat – wybuch wulkanu (Eruption on Montserrat)                       | Erupcja Soufrière Hills (1995-1997)                           | Przebudzenie się i erupcja wulkanu                     | 18 lipca 1995 – 26 grudnia 1997 |  |

## Sezon 4
| Nr | Tytuł (Tytuł oryginalny)                        | Katastrofa                            | Rodzaj katastrofy                         | Data katastrofy     |  |
| -- | ----------------------------------------------- | ------------------------------------- | ----------------------------------------- | ------------------- |  |
| 1  | 11 września (9/11)                              | Zamach z 11 września 2001             | Zamachy terrorystyczne                    | 11 września 2001    |  |
|    |                                                 |                                       |                                           |                     |  |
| 2  | Pearl Harbor (Pearl Harbor)                     | Atak na Pearl Harbor                  | Nalot bombowy                             | 7 grudnia 1941      |  |
|    |                                                 |                                       |                                           |                     |  |
| 3  | Katastrofa kolejowa (Paddington Rail Collision) | Katastrofa kolejowa na Ladbroke Grove | Zderzenie dwóch pociągów                  | 5 października 1999 |  |
|    |                                                 |                                       |                                           |                     |  |
| 4  | Śmierć w powietrzu (Death in Mid-Air)           | Katastrofa lotnicza nad Überlingen    | Zderzenie dwóch samolotów                 | 1 lipca 2002        |  |
|    |                                                 |                                       |                                           |                     |  |
| 5  | Katastrofa w Alpach (Alpine Collision)          | Katastrofa kolejki linowej w Cavalese | Zderzenie samolotu z liną kolejki linowej | 3 lutego 1998       |  |
|    |                                                 |                                       |                                           |                     |  |
| 6  | Miasto śmierci (Bhopal)                         | Katastrofa w Bhopalu                  | Wyciek chemikaliów z fabryki              | 2–3 grudnia 1984    |  |
|    |                                                 |                                       |                                           |                     |  |

## Sezon 5
| Nr | Tytuł (Tytuł oryginalny)                 | Katastrofa                                        | Rodzaj katastrofy              | Data katastrofy              |  |
| -- | ---------------------------------------- | ------------------------------------------------- | ------------------------------ | ---------------------------- |  |
| 1  | Fukushima                                | Katastrofa elektrowni jądrowej Fukushima I        | Katastrofa elektrowni atomowej | 9 marca 2011                 |  |
|    |                                          |                                                   |                                |                              |  |
| 2  | Pancernik Bismarck (Bismarck)            | Zatonięcie okrętu Bismarck                        |                                | 27 maja 1941                 |  |
|    |                                          |                                                   |                                |                              |  |
| 3  | Górskie tsunami (Mountain Tsunami)       | Katastrofa zapory Vajont                          | Osunięcie się stoku góry       | 9 października 1963          |  |
|    |                                          |                                                   |                                |                              |  |
| 4  | Sekta z Waco (Waco Cult)                 | Oblężenie Waco                                    |                                | 28 lutego – 19 kwietnia 1993 |  |
|    |                                          |                                                   |                                |                              |  |
| 5  | Platforma wiertnicza (Deepwater Horizon) | Eksplozja platformy wiertniczej Deepwater Horizon |                                | 20 kwietnia 2010             |  |
|    |                                          |                                                   |                                |                              |  |
| 6  | Masakra w Mumbaju (Massacre in Mumbai)   | Zamach terrorystyczny w Mumbaju w 2008 roku       | Zamachy terrorystyczne         | 26 listopada 2008            |  |
|    |                                          |                                                   |                                |                              |  |

## Sezon 6
| Nr | Tytuł (Tytuł oryginalny)                                     | Katastrofa                         | Rodzaj katastrofy      | Data katastrofy       |  |
| -- | ------------------------------------------------------------ | ---------------------------------- | ---------------------- | --------------------- |  |
| 1  | Masakra w Norwegii: Byłem Tam (Norway Massacre: I Was There) | Zamachy w Norwegii                 | Zamachy terrorystyczne | 22 lipca 2011         |  |
|    |                                                              |                                    |                        |                       |  |
| 2  | Zbiorowe samobójstwo w Jonestown (Jonestown Cult Suicide)    | Tragedia w Jonestown               |                        | 18 listopada 1978     |  |
|    |                                                              |                                    |                        |                       |  |
| 3  | Pożar w kokpicie (Fire in the Cockpit)                       | Katastrofa lotu Swissair 111       | Pożar samolotu         | 2 września 1998       |  |
|    |                                                              |                                    |                        |                       |  |
| 4  | Helikopter w ogniu (Black Hawk Down)                         | Bitwa w Mogadiszu                  |                        | 3-4 października 1993 |  |
|    |                                                              |                                    |                        |                       |  |
| 5  | W strefie śmierci (Into The Death Zone)                      | Tragedia na Mount Everest          |                        | 10-11 maja 1996       |  |
|    |                                                              |                                    |                        |                       |  |
| 6  | Strach nad Tokyo (Terrified Over Tokyo)                      | Katastrofa lotu Japan Airlines 123 | Katastrofa lotnicza    | 12 sierpnia 1985      |  |
|    |                                                              |                                    |                        |                       |  |
| 7  | Katastrofa pociągu (Runaway Train)                           | Katastrofa kolejowa w Amagasaki    | Katastrofa kolejowa    | 25 kwietnia 2005      |  |
|    |                                                              |                                    |                        |                       |  |
| 8  | Zapomniana bomba (Nagasaki – The Forgotten Bomb)             | Atak atomowy na Nagasaki           |                        | 9 sierpnia 1945       |  |
|    |                                                              |                                    |                        |                       |  |
| 9  | Zatonięcie Coventry (Sinking The Coventry)                   | Zatonięcie HMS Coventry            |                        | 25 maja 1982          |  |
|    |                                                              |                                    |                        |                       |  |
| 10 | Katastrofa helikoptera (Chinook Helicopter Crash)            | Katastrofa helikoptera RAF Chinook |                        | 2 czerwca 1994        |  |
|    |                                                              |                                    |                        |                       |  |